# Meljenica
Melenicë en albanais et Meljenica en serbe latin (en serbe cyrillique : Мељеница) est une localité du Kosovo située dans la commune/municipalité de Mitrovicë/Kosovska Mitrovica et dans le district de Mitrovicë/Kosovska Mitrovica. Selon le recensement kosovar de 2011, elle compte 475 habitants.

## Démographie

### Évolution historique de la population dans la localité
| 1948 | 1953 | 1961 | 1971 | 1981 | 1991 | 2011 |
| ---- | ---- | ---- | ---- | ---- | ---- | ---- |
| 341  | 387  | 451  | 554  | 682  | 873  | 475  |

|  |

### Répartition de la population par nationalités (2011)
En 2011, les Albanais représentaient 99,58 % de la population.